# تپه توبره‌ریز ۷
تپه توبره ریز ۷ مربوط به دوران پارینه‌سنگی جدید است و در شهرستان کرمانشاه، بخش مرکزی، دهستان دورود فرامان، ۱/۵ کیلومتری شمال غرب روستای توبره ریز، ۲ کیلومتری شرق روستای ده سواران واقع شده و این اثر در تاریخ ۱۸ اسفند ۱۳۸۷ با شمارهٔ ثبت ۲۴۸۵۷ به‌عنوان یکی از آثار ملی ایران به ثبت رسیده است.